# USS 엔터프라이즈 (NCC-1701-B)
USS 엔터프라이즈(영어: The USS Enterprise / NCC-1701-B)는 2293년 진수된 함선으로 USS 엑셀시어를 업그레이드한 '엑셀시어 리핏'급 함선이다. 함장은 존 해리먼 (John Harriman)이며 2329년 파괴되었다. NCC-1701(40년)에 이어 가장 오랫동안 활동한 엔터프라이즈 이름의 함선 중 하나이다.(37년)
한편, USS 엔터프라이즈-B는 넥서스에서 붙잡히며, 주 위상 변류기를 발사하여 빠져나왔으나 커크 함장이 사망한다. 78년 후 커크 함장이 넥서스에 들어갔음이 알려지기 전까지 사망한 것으로 기록된다.
2329년 마지막으로 목격되었으며 이후 전투에서 파괴된 것으로 기록된다.

## 장교
1. 함장 : 존 해리먼 (2293 ~ 2329)
2. 조타수 : 데모라 술루 (2293 ~ 2329): 히카루 술루의 딸.
3. 전술 장교 : ?
4. 의학 장교 : ?
5. 교신 장교 : ?
6. 조종사 : ?
7. 부함장 : ?
8. 과학 장교 : ?
9. 기관실장 : ?